# Shake

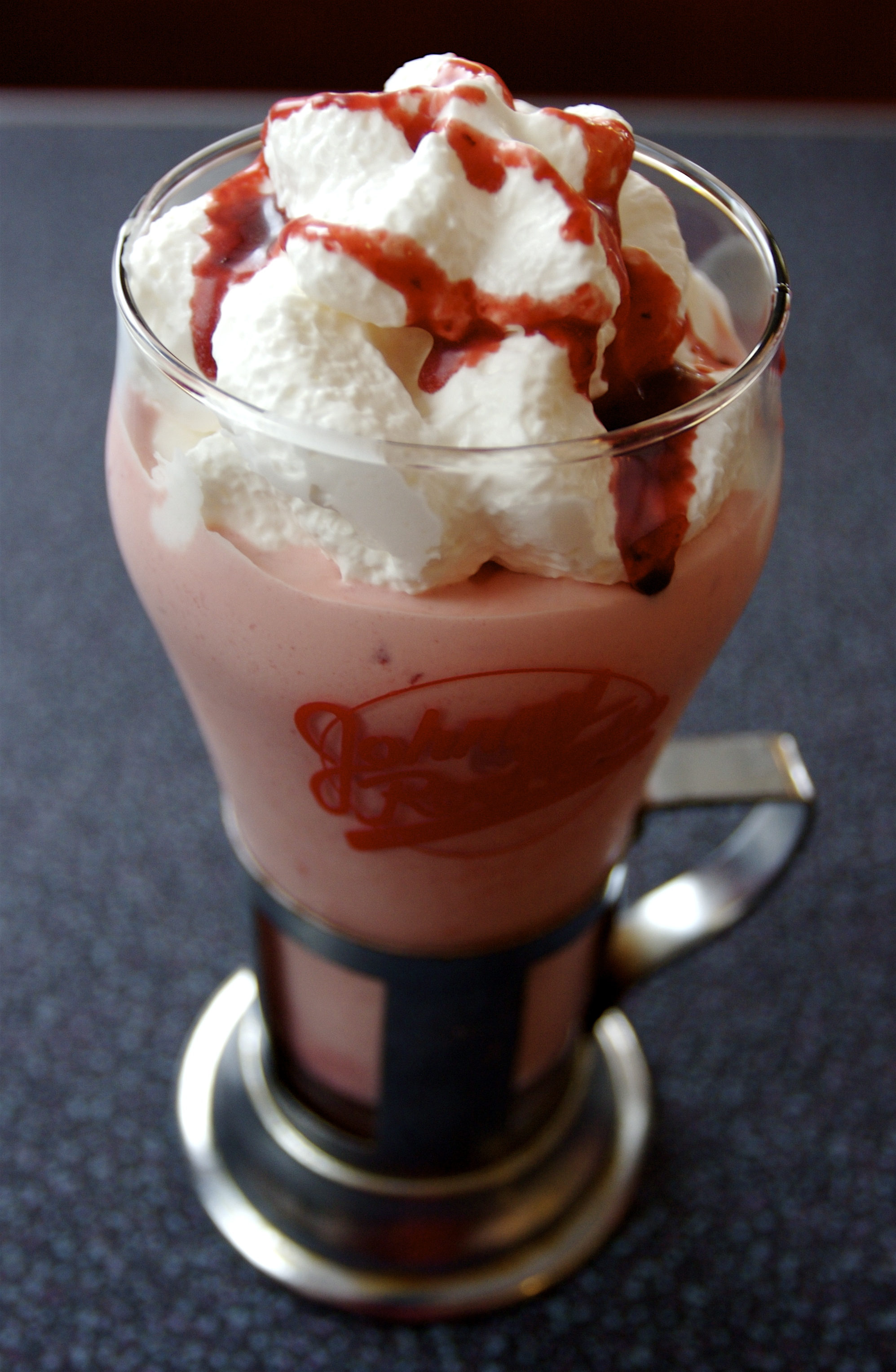
Truskawkowy shake z bitą śmietaną i syropem truskawkowym.

Koktajl mleczny (ang. milkshake, shake) – mleczny napój serwowany na zimno, często z dodatkiem lodów. Istnieje wiele jego wersji, o różnych smakach, m.in.: waniliowy, czekoladowy, truskawkowy, bananowy, kokosowy, pistacjowy, jagodowy itp. Wersją shake’a bez mleka jest smoothie. Istnieją również tak zwane shake’y proteinowe, używane najczęściej przez osoby ćwiczące w celu zwiększenia masy mięśniowej.